# أوليفر أدلر
أوليفر أدلر (بالألمانية: Oliver Adler)‏ هو لاعب كرة قدم ألماني في مركز حراسة المرمى، ولد في 14 أكتوبر 1967 في دويسبورغ في ألمانيا. لعب مع روت فايس أوبرهاوزن وشفارز فيس إسين ونادي هسن كاسل.

## وصلات خارجية
- أوليفر أدلر على موقع قاعدة بيانات كرة القدم.إي يو (الإنجليزية)
- أوليفر أدلر على موقع بيانات كرة القدم. دي إي (الألمانية)
- أوليفر أدلر على موقع عالم كرة القدم.نت (الإنجليزية)